# Direction des services de liaison et de la documentation
La Direction des services de liaison et de la documentation est l'organisme des services de renseignement béninois.
Elle est actuellement dirigée par Pamphile Zomahoun depuis le 23 mai 2016.

## Dirigeants
- 1996 à 2005 : Patrice Houssou Guêdê[1].

- 2010 : colonel N’dah.

- 2013-2016 : colonel Enoch Laourou[2]